# Sinoboletus magniporus
Sinoboletus magniporus är en svampart som beskrevs av M. Zang 1992. Sinoboletus magniporus ingår i släktet Sinoboletus och familjen Boletaceae.   Inga underarter finns listade i Catalogue of Life.